# Hamilton O. Smith
Hamilton Othanel Smith, född 23 augusti 1931 i New York i New York, är en amerikansk mikrobiolog som har varit professor vid Johns Hopkins University i Baltimore, USA. Tillsammans med Werner Arber och Daniel Nathans tilldelades han Nobelpriset i fysiologi eller medicin 1978 för sin upptäckt av restriktionsenzymer och deras användning inom den molekylära biologin. Restriktionsenzymer är "kemiska knivar" med vars hjälp man kan dela upp arvsmassan, DNA. 

## Biografi
Smith utexaminerades från University Laboratory High School of Urbana, Illinois. Han studerade vid University of Illinois at Urbana-Champaign, men 1950 flyttade han till University of California, Berkeley, där han tog sin kandidatexamen i matematik 1952. Smith tog sin läkarexamen från Johns Hopkins School of Medicine 1956 och åren 1956 och 1957 arbetade han vid Washington University i St. Louis Medical Service. År 1975 tilldelades han ett Guggenheim-stipendium som han använde för studier vid Zürichs universitet. 

## Vetenskapligt arbete

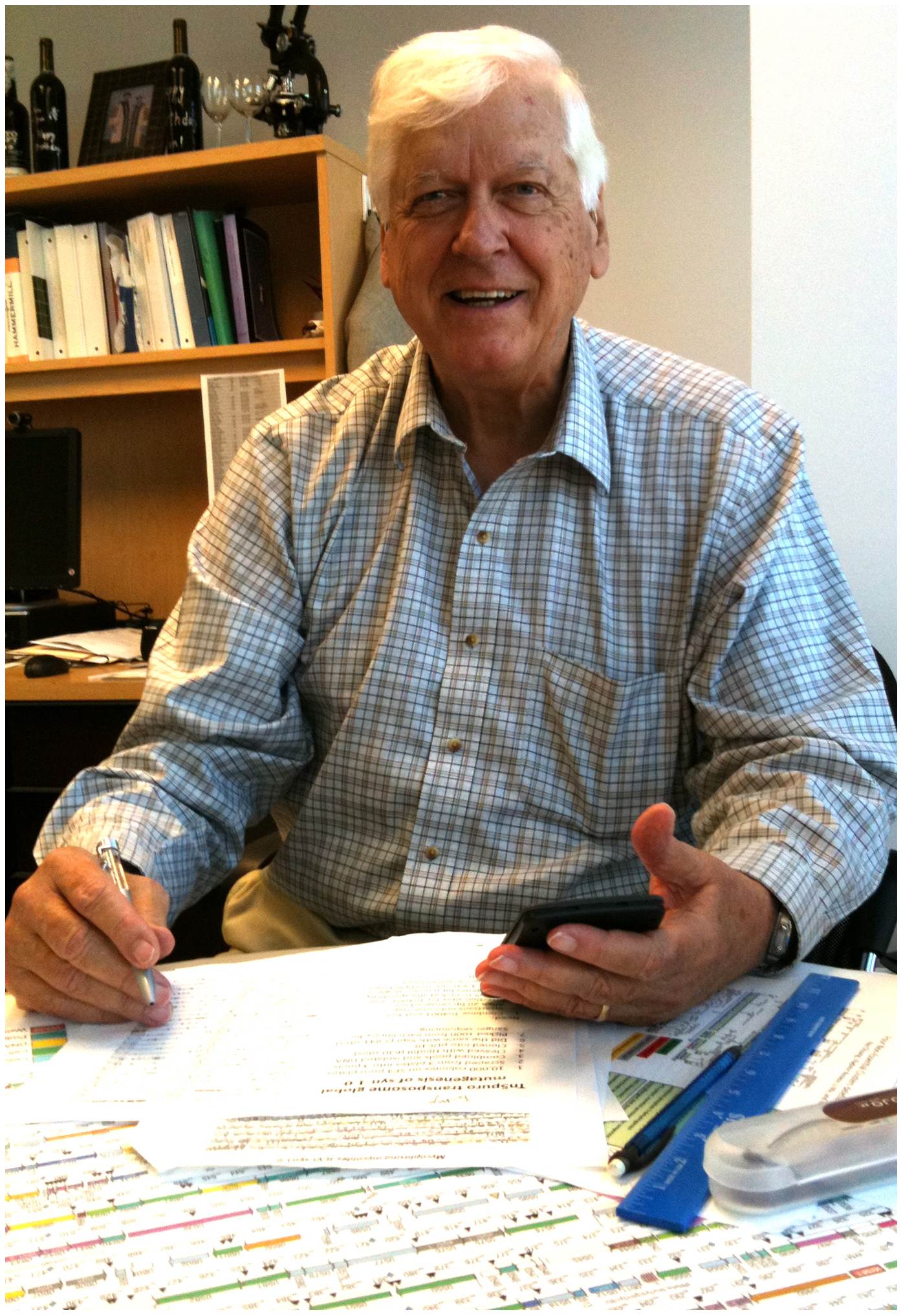
Hamilton Othanel Smith.

År 1970 upptäckte Smith och Kent W. Wilcox det första typ II-restriktionsenzymet, som nu kallas hindII. Smith fortsatte med att upptäcka DNA-metylaser som utgör den andra hälften av de bakteriella värdbegränsnings- och modifieringssystemen, som förutsagts av Werner Arber från Schweiz.
Smith blev senare en ledande aktör inom det begynnande området genomik, när han och ett team 1995 vid The Institute for Genomic Research sekvenserade det första bakteriegenomet, det av Haemophilus influenzae. H. influenza var samma organism som Smith hade upptäckt begränsningenzymer i under sena 1960-talet. Han spelade därefter en nyckelroll i sekvenseringen av många av de tidiga genomen vid The Institute for Genomic Research, och i monteringen av det mänskliga genomet vid Celera Genomics, som han började arbeta med när det grundades 1998.
Senare har han lett ett team vid J. Craig Venter Institute som arbetade för att skapa en delvis syntetisk bakterie, Mycoplasma laboratorium. År 2003 sammanställde samma grupp syntetiskt genomet av ett virus, Phi-X174 bakteriofag. Smith blev vetenskaplig chef för privatägda Synthetic Genomics, som grundades 2005 av Craig Venter för att fortsätta detta arbete. För närvarande (2009) arbetar Synthetic Genomics med att producera biobränslen i industriell skala med rekombinanta alger och andra mikroorganismer.